# James Knight (hockey sur glace)
James Knight (né le 26 septembre 1985 à Chatham dans le Kent au Royaume-Uni) est un joueur professionnel canadien et britannique de hockey sur glace.

## Carrière
Après une carrière junior au Canada, il commence sa carrière chez les professionnels en 2006-2007 en s'alignant avec les Hull Stingrays de la ligue élite du Royaume-Uni. Il y joue deux saisons avant de signer avec un club de seconde division en 2008-2009.

## Statistiques
| Saison    | Équipe                | Ligue |    | Saison régulière | Saison régulière | Saison régulière | Saison régulière | Saison régulière |   | Séries éliminatoires | Séries éliminatoires | Séries éliminatoires | Séries éliminatoires | Séries éliminatoires |
| Saison    | Équipe                | Ligue | PJ | B                | A                | Pts              | Pun              | PJ               | B | A                    | Pts                  | Pun                  |                      |                      |
| 2002-2003 | Warriors de Moose Jaw | LHOu  | 7  | 0                | 0                | 0                | 2                | -                | - | -                    | -                    | -                    |                      |                      |
| 2003-2004 | Kings de Dauphin      | MJHL  | 24 | 9                | 8                | 17               | 80               | -                | - | -                    | -                    | -                    |                      |                      |
| 2003-2004 | Warriors de Moose Jaw | LHOu  | 29 | 2                | 4                | 6                | 24               | 3                | 0 | 0                    | 0                    | 2                    |                      |                      |
| 2004-2005 | Steelers de Selkirk   | MJHL  | 46 | 15               | 17               | 32               | 115              | -                | - | -                    | -                    | -                    |                      |                      |
|           |                       |       |    |                  |                  |                  |                  |                  |   |                      |                      |                      |                      |                      |
| 2006-2007 | Hull Stingrays        | EIHL  | 47 | 4                | 1                | 5                | 69               | -                | - | -                    | -                    | -                    |                      |                      |
| 2007-2008 | Hull Stingrays        | EIHL  | 54 | 7                | 7                | 14               | 56               | -                | - | -                    | -                    | -                    |                      |                      |
| 2008-2009 | Telford Tigers        | EPIHL | 50 | 20               | 43               | 63               | 98               | -                | - | -                    | -                    | -                    |                      |                      |
| 2009-2010 | Slough Jets           | EPIHL | 12 | 4                | 6                | 10               | 18               | -                | - | -                    | -                    | -                    |                      |                      |
| 2009-2010 | Peterborough Phantoms | EPIHL | 39 | 18               | 35               | 53               | 62               | 2                | 1 | 0                    | 1                    | 0                    |                      |                      |
| 2010-2011 | Swindon Wildcats      | EPIHL | 27 | 13               | 25               | 38               | 70               | 2                | 1 | 0                    | 1                    | 0                    |                      |                      |
| 2011-2012 | Swindon Wildcats      | EPIHL | 27 | 7                | 8                | 15               | 32               | -                | - | -                    | -                    | -                    |                      |                      |